# Halbe Zijlstra

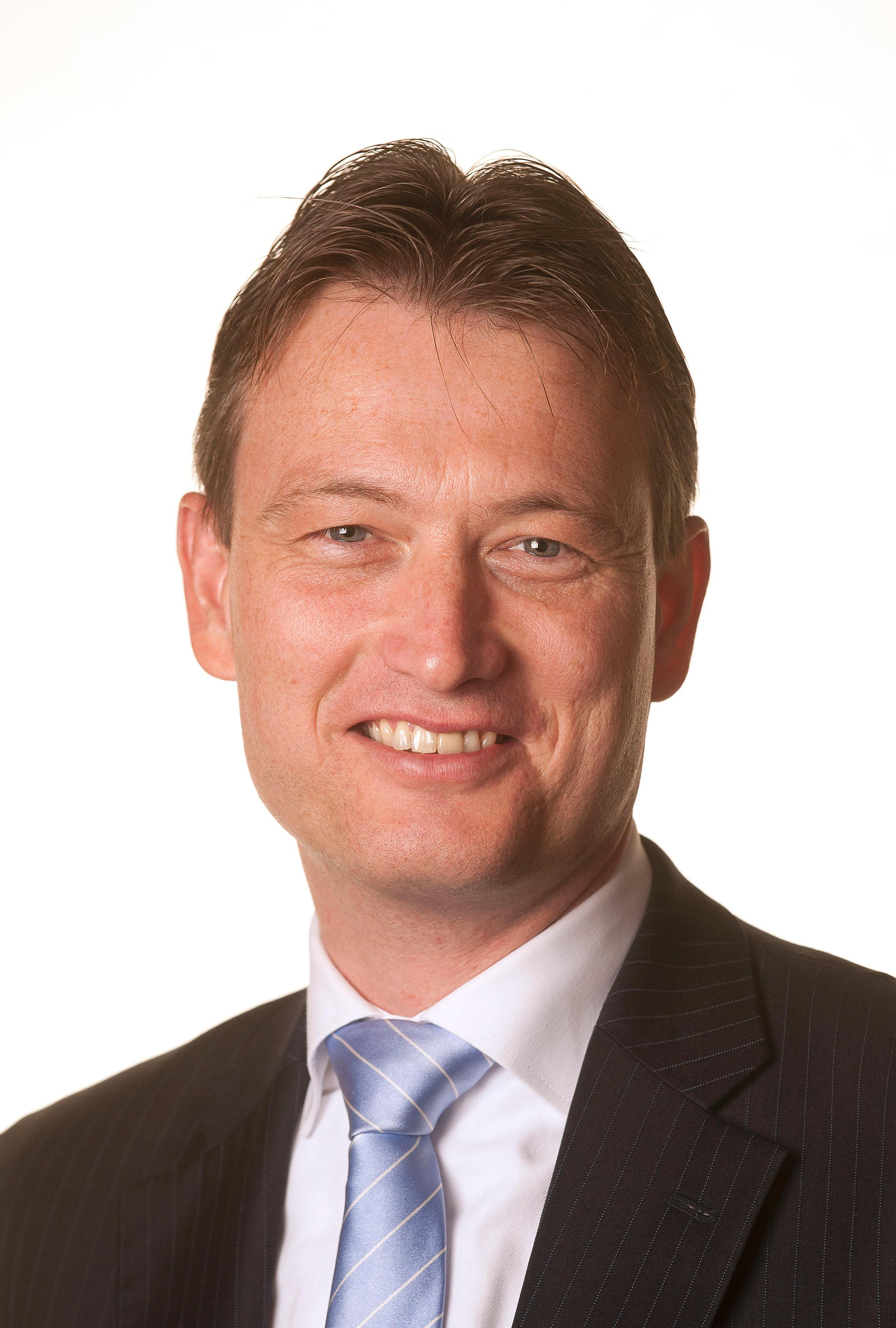
Halbe Zijlstra (2010)

Halbe Zijlstra (* 21. Januar 1969 in Oosterwolde, Gemeinde Ooststellingwerf, Provinz Friesland) ist ein niederländischer Politiker der VVD. 
Er wurde von Ministerpräsident Rutte nach der Parlamentswahl 2017 als Außenminister in das Kabinett Rutte III berufen. Am 13. Februar 2018 trat er zurück.

## Leben
Zijlstra wurde 1969 in Oosterwolde als Sohn eines Polizeikommissars geboren. Sein Großvater war Gastronom in Warfstermolen. In jungen Jahren war er im Brieftaubensport aktiv und drei Jahre lang Sekretär einer Brieftaubenvereinigung. Seinem Studium der Soziologie an der Reichsuniversität Groningen folgte der Master in jenem Fach im Jahre 1996. Nebenher studierte er an der ebenfalls in Groningen gelegenen Hanzehogeschool Marketing. Nach dem Abschluss seiner Doktorarbeit zog Zijlstra nach Utrecht um, wo er noch immer lebt. Zijlstra ist verheiratet. Privat gibt er von sich an, dass er Radrennen mag und nach Debatten im Parlament gerne Metallica hört.

## Politische Laufbahn
Zijlstra wurde 1994 Mitglied der VVD, seinerzeit unter dem Einfluss von Frits Bolkestein. Nachdem er 1996 nach Utrecht gezogen war, kandidierte er 1998 für den dortigen Stadtrat und wurde gewählt. Wegen einer beruflichen Auslandstätigkeit legte er das Mandat 2001 nieder, kehrte aber 2003 wieder in den Rat zurück, ehe er kurz nach der Wiederwahl 2006 erneut wegen beruflicher Verpflichtungen das Mandat niederlegen musste.
Im Herbst 2006 wurde Zijlstra als 19. auf der Liste der VVD in die Zweite Kammer der Generalstaaten gewählt. Er brachte in jener Legislaturperiode unter anderem ein Gesetz zur Eindämmung der Gewalt bei Fußballspielen (Hooliganismus) ein. Bei der Wahl 2010 wurde Zijlstra erneut in die Tweede Kamer gewählt. 
Von Oktober 2010 bis November 2012 war er Staatssekretär für Bildung, Kultur und Wissenschaft im Kabinett Rutte I. Als Staatssekretär entwickelte Zijlstra im Laufe des Jahres 2011 Pläne für Einsparungen bei subventionierten Kulturprojekten, die ihm viel Kritik von Kulturschaffenden einbrachten. Unter anderem demonstrierten mehrere Tausend Menschen in Amsterdam. Aus dem 900-Millionen-Euro-Etat sollten 200 Millionen Euro gestrichen werden. Zijlstra sprach sich auch dafür aus, Langzeitstudenten mit einer Extra-Abgabe zu belegen.
Von Oktober 2017 bis Februar 2018 war er Außenminister im Kabinett Rutte III.

## Rücktritt vom Amt des Außenministers
Zijlstra behauptete bei einer Rede auf dem VVD-Parteitag im Mai 2016, im Jahr 2006 in der Datscha des russischen Präsidenten Wladimir Putin gehört zu haben, wie dieser auf die Frage, was er unter dem von ihm angestrebten Groß-Russland verstehe, geantwortet habe: „Das sind Russland, Weißrussland, die Ukraine und die baltischen Staaten“. Auch Kasachstan wäre „nice to have“. 
Es kamen allerdings in der Öffentlichkeit Zweifel auf, ob Zijlstra diese Bemerkung wirklich so gehört hatte. In einem Interview mit de Volkskrant vom 12. Februar 2018 räumte er dann ein, nicht selbst im Ferienhaus bei Putin gewesen zu sein. Er habe dessen Bemerkung zu Groß-Russland von einem Bekannten erzählt bekommen, der sie persönlich gehört habe, den er jedoch nicht habe exponieren wollen. Die Bemerkung Putins sei ihm so wichtig vorgekommen, dass er sie der Öffentlichkeit habe mitteilen wollen. Daher habe er zu einer Notlüge gegriffen. Nach einigen Spekulationen, wer die Quelle Zijlstras gewesen war, stellte sich heraus, dass es sich dabei um den damaligen Shell-CEO Jeroen van der Veer handelte, der auch bestätigte, Zijlstra eine Bemerkung Putins zu Groß-Russland erzählt zu haben. Zijlstra habe diese aber „falsch interpretiert“. Putin habe nicht das gegenwärtige, sondern das historische Russland gemeint, das ja tatsächlich diese Länder umfasst habe. Auch könne er sich nicht erinnern, dass von Kasachstan die Rede gewesen sei.
Am 13. Februar 2018 trat Halbe Zijlstra vom Amt des Außenministers zurück.